# Burg Burgweinting
Die Burg Burgweinting ist eine abgegangene hochmittelalterliche Niederungsburg bei Burgweinting, dem 18. Stadtbezirk von Regensburg in Bayern.

## Geschichte
Eine nach Weinting sich nennende Familie taucht in den Traditionen des Klosters Prüfening ab 1180 auf. Während des 13. Jahrhunderts verlagert diese Familie ihre Interessen nach Regensburg und gibt ihre Güter in (Burg-)Weinting auf. In dem ältesten Dokument über Burgweinting aus dem Jahre 1313 verleiht die Äbtissin Bertha Walterin des Klosters Obermünster ihrem Kastener Chunrat und dessen Familie einen Acker in dem Purchvelde bei Weinting. In einem Stiftbuch des Heilig-Kreuz-Kloster wird 1327 eine Wiese vergeben, zu Pürkh weindting gelegen. 1331 verkauft Läutwein der Weintinger drei Gärten gelegen datz puerch weinting an die Regensburger Wolfgangsbruderschaft.
In den folgenden Jahren erscheint der Ort unter einer der heutigen Schreibweise angenäherten Form (1348 Purchweintting, 1350 Purkweinting). 1360 verkauft Läutwein der Löbel (eventuell mit dem  vorher genannten Läutwein ident) einen Hof der gelegen ist zu Weinting, do di Chirchen inne stet an das Kloster St. Emmeram. Das alles scheint eine Burg mit einer Schlosskapelle in Weinting nahezulegen.

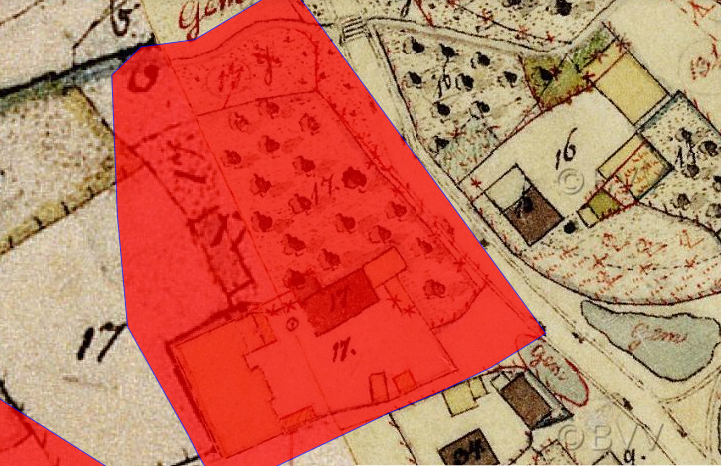
Lageplan von Burg Burgweinting auf dem Urkataster von Bayern

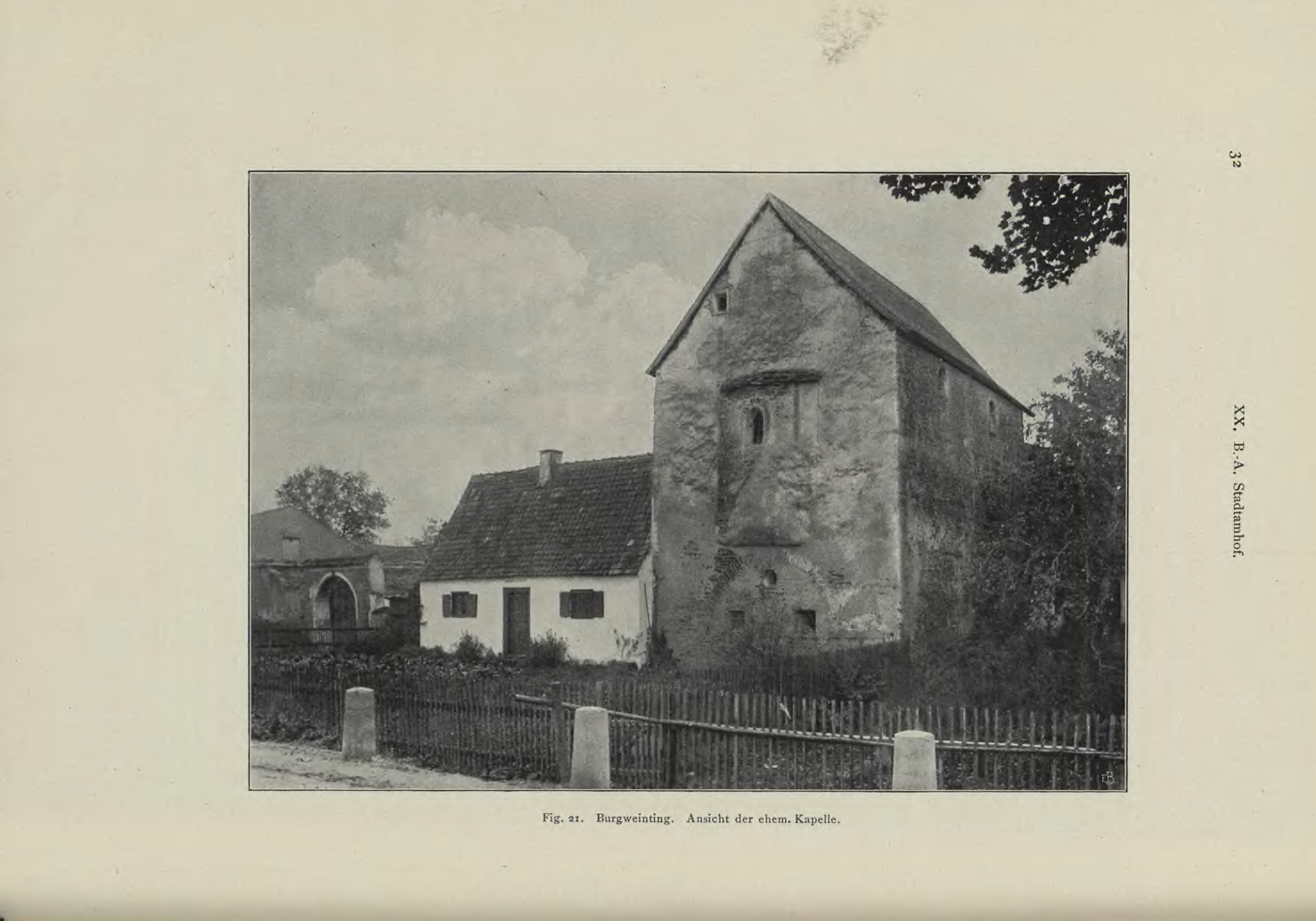
St. Johann Baptist

Das früher vorhandene und im Volksmund irrigerweise als Synagoge oder Judentempel bezeichnete Gebäude in Burgweinting (im 20. Jahrhundert wegen Baufälligkeit abgerissen) war die Kirche St. Johann Baptist. Ihre baulichen Besonderheiten (mit einem profanen Untergeschoss und mit Trauf- und hohen Giebelfenstern ausgestattet) verweisen auf die Möglichkeit, dass dies die frühere Schlosskapelle war. Typisch für eine Adelskapelle war auch der separate obere Eingang in den Kirchenraum. Eine nicht mehr vorhandene Wandbanderole mit romanischen Majuskeln ist auf das 12. oder 13. Jahrhundert zu datieren. Dieses Gut ist noch im 19. Jahrhundert dem Stift St. Emmeram abgabenpflichtig, ein Hinweis auf die Eigenständigkeit der 1360 erwähnten Kapelle auf dem späteren Flotzinger Hof.
In der Landesbeschreibung von Philipp Apian aus dem Jahre 1568 wird in Weinting eine Kirche und auf der anderen Seite des Aubaches ein Gebäude mit einem Turm, also die in Frage stehende Burg Weinting, als arx und eine weitere Kirche (die Schlosskapelle St. Johann Baptist) dargestellt (pagus, templum et arx). Dennoch fehlen explizite dokumentarische Hinweise auf diese Burganlage.

## Beschreibung
Von der ehemaligen Burganlage in der heutigen Ortsmitte von Burgweinting haben sich keine Reste erhalten. Der zum größten Teil überbaute Burgstall ist als Bodendenkmal D-3-7038-0179 „archäologische Befunde und Funde im Bereich einer abgegangenen Niederungsburg mit zugehöriger Burgkapelle des Hochmittelalters“ vom Bayerischen Landesamt für Denkmalpflege erfasst.